# Goldbach-Altenbach
Goldbach-Altenbach település Franciaországban, Haut-Rhin megyében. Lakosainak száma 268 fő (2022. január 1.). Goldbach-Altenbach Geishouse, Soultz-Haut-Rhin, Willer-sur-Thur és Thann községekkel határos.

## Népesség
A település népességének változása:
| Lakosok száma | 283  | 285  | 297  | 286  | 282  | 279  | 276  | 273  | 268  |
|               | 2013 | 2015 | 2016 | 2017 | 2018 | 2019 | 2020 | 2021 | 2022 |